# ReVamp
ReVamp foi uma banda holandesa de metal sinfônico formada em 2009 pela vocalista Floor Jansen, mesmo ano em que sua antiga banda After Forever encerrou as atividades. O grupo durou sete anos e foi encerrado em 2016.

## História

### Antecedentes
O guitarrista do After Forever, Sander Gommans, sofreu de síndrome de burnout no início de 2008, e com isso a banda entrou em um período de hiato. A vocalista Floor Jansen postou em seu website oficial que enquanto a banda estava inativa, ela havia começado a escrever novas canções com Jørn Viggo Lofstad para um novo projeto musical. Em fevereiro de 2009, o After Forever emitiu um comunicado oficial sobre o fim da banda; meses depois em junho de 2009, Floor anunciou através de sua conta no MySpace que ela havia formado uma nova banda de metal, colocando o projeto com Jørn Viggo em espera. Em 19 de outubro de 2009, Jansen anunciou o nome de sua nova banda — ReVamp — que em inglês significa: "renovar", "reformular".

### Formação e primeiro álbum (2009–2011)
Jansen escreveu todas as canções para o álbum auto-intitulado em 2009. Ela colaborou com seu antigo colega de banda no After Forever, Joost van den Broek, e o guitarrista do Grip Inc., Waldemar Sorychta. Os três escreveram e gravaram todo o material enquanto Koen Herfst gravou a bateria. Em novembro de 2009, Jansen recrutou membros para uma banda ao vivo, e o álbum intitulado ReVamp foi lançado em maio de 2010 sob o selo da gravadora Nuclear Blast, recebendo críticas positivas.
A banda iniciou uma turnê em torno dos Países Baixos que teve muitos concertos de sucesso em clubes e festivais, sendo que o grupo também apoiou a banda Epica em sua turnê europeia para promover o álbum Design Your Universe. Mais tarde, a saúde de Floor começou a declinar e ela sucessivamente teve que parar de trabalhar. Uma vez que seu estado piorou, todos os concertos restantes tiveram que ser cancelados. O grupo ficou inativo por bastante tempo, até que no final de 2011, Floor finalmente se juntou à banda MaYaN para um show no Brasil.

### Wild Card, turnê e fim da banda (2012–2016)

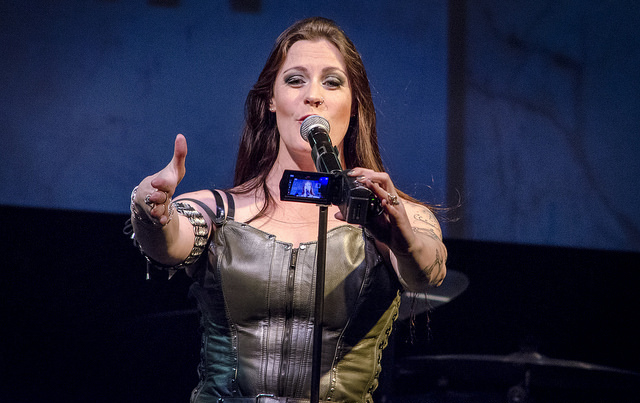
Floor Jansen interagindo com os fãs durante show em São Paulo em 2014.

A banda voltou a realizar alguns shows na Europa entre janeiro e maio de 2012, e em seguida deram uma pausa para iniciar o processo de composição do novo disco. Contudo em outubro de 2012, a banda precisou interromper seu trabalho pois Floor Jansen assumiu os vocais da banda finlandesa Nightwish até o fim da turnê mundial do álbum Imaginaerum, uma vez que a até então vocalista Anette Olzon saiu da banda no meio da turnê, alegando que tal decisão foi tomada em consenso com o restante do grupo.
Meses depois em dezembro de 2012, a banda entrou novamente em estúdio e foi anunciado que o segundo álbum do conjunto seria lançado em agosto do ano seguinte. O baixista Jaap Melman decidiu deixar o ReVamp, e o holandês Henk Vonk foi anunciado como seu substituto. Em 7 de junho de 2013, a banda divulgou através do Facebook que o título do novo trabalho seria Wild Card, que contou com diversos músicos convidados. Após o lançamento do disco, a banda iniciou uma extensa turnê mundial, a Wild Card World Tour, que os levou pela primeira vez à América do Norte e do Sul, com datas no Estados Unidos, Brasil, Argentina, entre outros. Eles ainda tocaram em diversos países europeus com o grupo Kamelot, bem como em festivais como o Bloodstock da Inglaterra e o Sabaton Open Air da Suécia, onde eles encerraram a turnê em agosto de 2014.
Ainda em 2013, Floor foi efetivada como integrante do Nightwish (juntamente ao instrumentista Troy Donockley) e desde julho de 2014 esteve ocupada gravando e preparando o lançamento do oitavo álbum deles, Endless Forms Most Beautiful. Quando perguntada se a banda estava em hiato, ela respondeu que sim, alegando que ela não gostaria de estar em duas bandas ao mesmo tempo se ela não pode dar toda a sua devoção e tempo para ambas.
Quando acabarmos essa turnê [do Nightwish] nós teremos de sentar juntos e ver onde todos estão em suas vidas, e ver se há uma chance de continuar. Seria ótimo, mas eu não posso falar do futuro.— Jansen comentando sobre o futuro da banda.
Posteriormente, em 29 de setembro de 2016, a banda anunciou através de sua página no Facebook que eles haviam encerrado as atividades. A postagem dizia: "Nós estamos tristes em informar que o ReVamp acabou. Após dois grandes álbuns, infelizmente não é possível para a fundadora e vocalista Floor Jansen ter outra banda além do Nightwish. Projetos talvez, mas uma banda merece total devoção e é impossível dedicar este tanto para duas bandas ao mesmo tempo". Floor complementou dizendo: "Estou orgulhosa dos dois álbuns que fizemos juntos! Os músicos do ReVamp são excelentes e têm muito talento que eu não quis fazê-los esperarem por mim até que eu encontrasse a paixão e o tempo necessários para fazer outro álbum. Eu também não queria dar falsas esperanças aos fãs. O ReVamp teve uma vida curta, turbulenta e excitante, porém agora é hora de novas bandas e projetos começarem. Gostaria de agradecer a todos os envolvidos pelo amor e dedicação".

## Formação

### Membros finais
- Floor Jansen – vocais (2009–2016)
- Arjan Rijnen – guitarra (2010–2016)
- Jord Otto – guitarra (2010–2016)
- Matthias Landes – bateria (2010–2016)
- Ruben Wijga – teclado (2010–2016)
- Henk Vonk – baixo (2013–2016)

### Ex-membros
- Jaap Melman – baixo (2010–2012)

## Discografia

### Álbuns
- ReVamp (2010)
- Wild Card (2013)

### Singles
- "'The Anatomy of a Nervous Breakdown': On the Sideline" (2013)